# 4804 Pasteur
För andra betydelser, se Pasteur (olika betydelser).
4804 Pasteur eller 1989 XC1 är en asteroid i huvudbältet som upptäcktes den 2 december 1989 av den belgiske astronomen Eric W. Elst vid La Silla-observatoriet. Den är uppkallad efter den franske biologen och kemisten, Louis Pasteur.
Asteroiden har en diameter på ungefär 15 kilometer.